# Charlotte Guldberg
Charlotte Guldberg (* 4. September 1975 in Aarhus) ist eine dänische Schauspielerin, Sängerin und Synchronsprecherin.

## Leben und Karriere
Charlotte Guldberg wuchs in Aarhus auf. Nach dem Abitur absolvierte sie ihre Schauspielausbildung von 1994 bis 1997 an der Staatlichen Theaterschule in Kopenhagen. Ihr Bühnendebüt hatte sie im Jahr 1998 am Aalborg-Theater. Sie stand bisher auf der Bühne am Folketeatret, Odense Teater, Det Ny-Theater, am Königlichen Theater Kopenhagen, Svendborg-Sommertheater, am Regionaltheater in Kolding und am Aarhus Teater, wo sie von 1999 bis 2003 als festes Ensemblemitglied engagiert war. Sie wirkte zudem in zahlreichen Musicals mit.
Guldberg ist seit ihrer Jugend musikalisch aktiv. Sie war in mehreren Bands die Leadsängerin und Gitarristin und trat auf vielen Veranstaltungen, auch im Tivoli, auf. Als Schauspielerin trat sie bislang in mehreren Filmen und Fernsehserien auf, darunter in Kommissarin Lund – Das Verbrechen. Guldberg ist seit einigen Jahren auch als Synchronsprecherin für ausländische Zeichentrickfilme und Animationsfilme tätig.
Guldberg ist ledig, hat keine Kinder und lebt in Kopenhagen.